# Fletcher Henderson’s Unrecorded Arrangements for Benny Goodman
Fletcher Henderson’s Unrecorded Arrangements for Benny Goodman ist ein Jazzalbum von Bob Wilber und der Tuxedo Big Band unter der Leitung von Paul Cheron. Die Aufnahmen entstanden in Toulouse und erschienen 2000 auf dem Label Arbors Records.

## Hintergrund
Fletcher Henderson war immer Benny Goodmans Lieblingsarrangeur. Von 1934 bis 1947 steuerte er viele Arrangements für dessen Big Band bei, und Goodman nahm in späteren Jahren einige dieser Arrangements neu auf. Auf dem Weg dorthin hatte der Klarinettist jedoch nicht die Möglichkeit, alle Arrangements Hendersons für seine Band aufzunehmen. Viele der nicht aufgezeichneten und so „verlorenen“ Noten wurden von Goodman an die Archive der Yale University oder dem New Yorker Lincoln Center Library for the Performing Arts gespendet.
Wilber erhielt 1984 Zugang zu ihnen, als er eine Hommage an den King of Swing anlässlich seines 75. Geburtstags im Waterloo Village in New Jersey plante und mehr als ein Jahrzehnt nach Goodmans Tod im Jahr 1986 vorhatte ein Album aufzunehmen, um Hendersons ungespielte Arrangements zu präsentieren. Ebenso suchte er nach einer Bigband, die in der Lage war, ihren bemerkenswerten Geist und Charme auszudrücken, und die Hendersons Phrasierung treu interpretieren konnte.

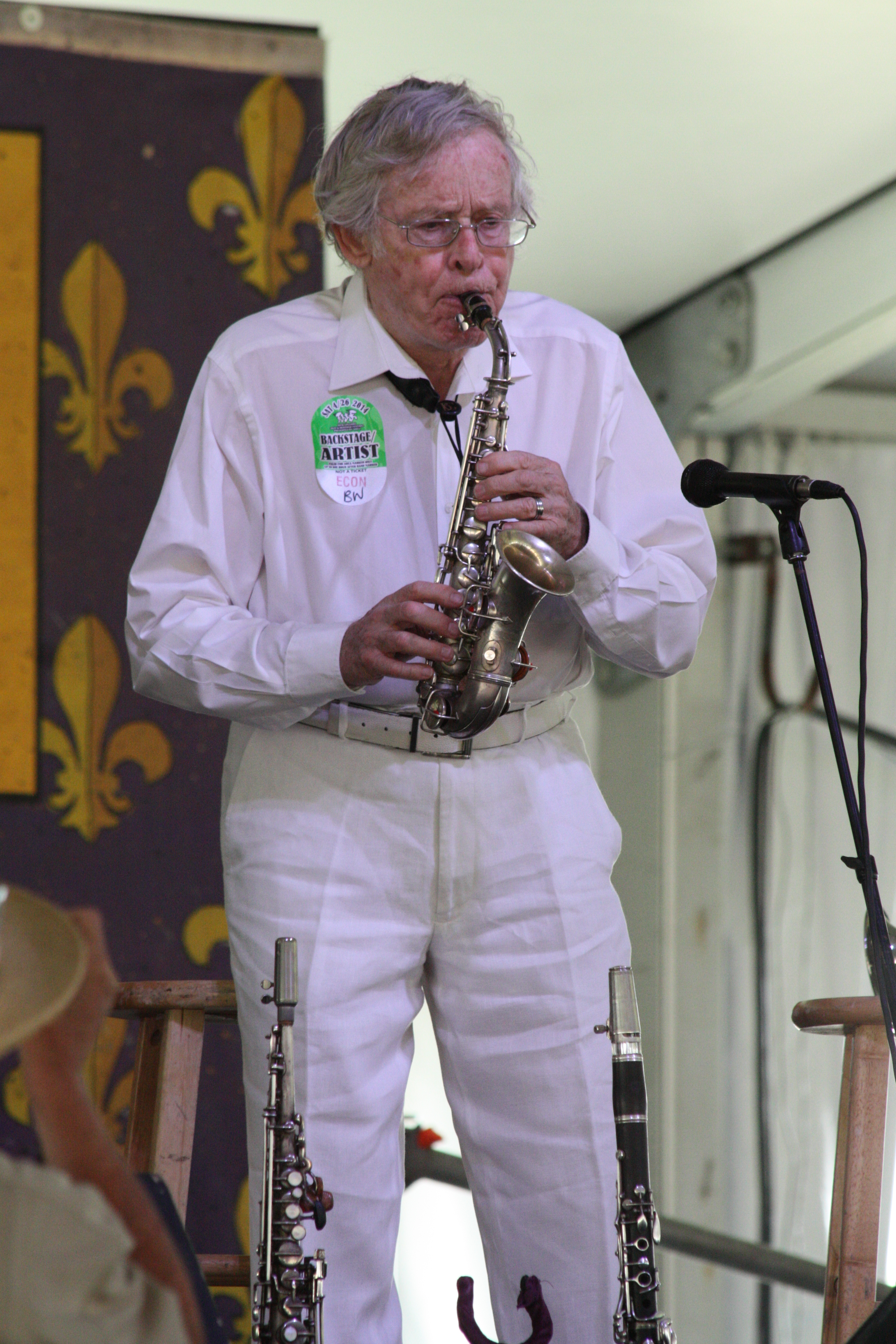
Bob Wilber als Saxophonist auf dem New Orleans Jazz Fest 2014

Mit Hilfe des Labels Arbors Jazz konnte Wilber schließlich das Projekt verwirklichen. In den späten 1990er-Jahren arbeitete der Klarinettist Bob Wilber mit der Tuxedo Big Band in Toulouse und ihrem Leiter Paul Cheron zusammen; gemeinsam nahmen sie 17 dieser Arrangements auf. Die Band hatte bereits zwei CDs mit Material von Jimmie Lunceford, Rhythm Is Our Business und Siesta at the Fiesta auf ihrem eigenen TBB-Label aufgenommen und dort ein drittes Album veröffentlicht, To Ella and Chick, das Ella Fitzgerald und Chick Webb gewidmet war.
Mit Ausnahme von Neil Morets Song of the Wanderer, Antonín Dvořáks Humoresque und der Dixieland-Nummer Milenburg Joys, entstammten die von Fletcher Henderson adaptierten Songs dem Great American Songbook. Das einzige Nicht-Henderson-Arrangement auf der CD ist jenes, das Wilber für Soloklarinette und Rhythmusgruppe von Jerome Kerns improvisatorisch herausforderndem Bojangles of Harlem verfasst hat.
Im Oktober 2002 entstand in Toulouse die Fortsetzung des Projekts, More Never Recorded Arrangements for Benny Goodman, Vol. 2, erneut eingespielt von Bob Wilber und der Tuxedo Big Band unter Leitung von Paul Cheron.

## Titelliste
- Bob Wilber and The Tuxedo Big Band: Fletcher Henderson’s Unrecorded Arrangements for Benny Goodman (Arbors Records ARCD 19229)[3]
  1. Rose of the Rio Grande (Ross Gorman / Edgar Leslie / Harry Warren) 3:01
  2. Blue and Broken Hearted (Grant Clarke / Lou Handman / Edgar Leslie) 4:05
  3. Song of the Wanderer (Neil Moret alias Chas. N. Daniels) 3:19
  4. Out of Nowhere (Johnny Green / Edward Heyman) 3:18
  5. Humoresque (Antonín Dvořák) 03:36
  6. Poor Butterfly (John Golden / Raymond Hubbell) 4:02
  7. Rosalie (Cole Porter) 3:03
  8. All My Life (Sidney Mitchell / Sam H. Stept) 4:00
  9. Thou Swell (Lorenz Hart / Richard Rodgers) 3:02
  10. She’s Funny That Way (I Got a Woman, Crazy for Me) (Neil Moret (Chas. N. Daniels) / Richard A. Whiting) 4:39
  11. Sunday (Chester Conn / Benny Krueger / Ned Miller / Jule Styne) 4:35
  12. Sweet Lorraine (Clifford R. Burwell / Mitchell Parish) 4:18
  13. S’posin’ (Paul Denniker / Andy Razaf) 3:38
  14. Sugar (Edna Alexander / Sidney Mitchell / Maceo Pinkard) 3:57
  15. Sweet and Slow (Al Dubin / Harry Warren) 3:30
  16. Milenberg Joys (Paul Mares / Jelly Roll Morton / Leon Roppolo) 3:23
  17. Bojangles of Harlem (Dorothy Fields / Jerome Kern) 3:26

## Rezeption

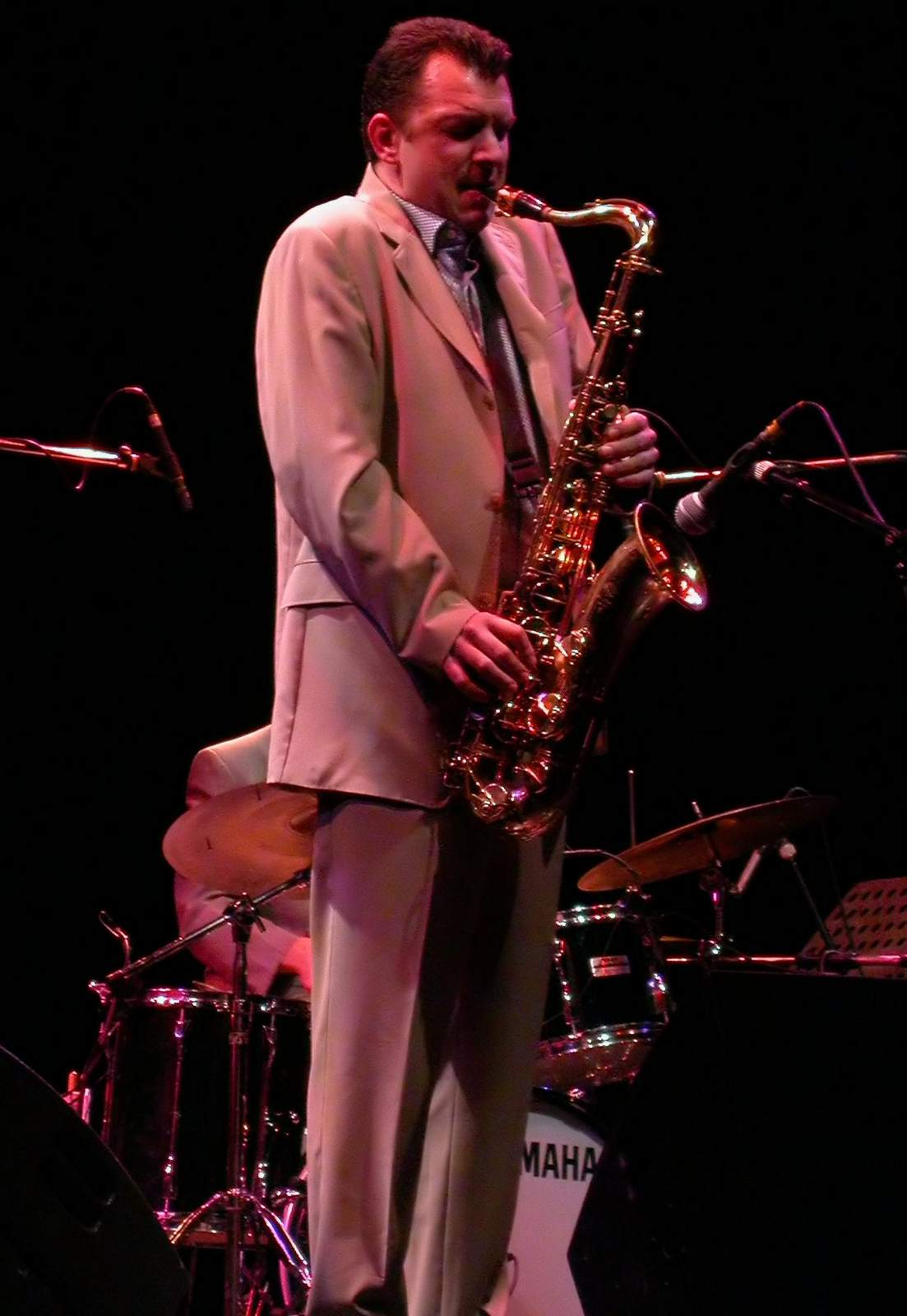
Michel Pastre 2005

Nach Ansicht von Jack Sohmer (JazzTimes) war in den letzten Jahren die Entdeckung einer Reihe von Fletcher Henderson-Arrangements, die aus dem einen oder anderen Grund nie auf eine Bühne kamen, „der größte Glücksfall“. Es sei erfreulich, dass alle Spieler in der Swing-Sprache der 30er Jahre perfekt zu Hause sind. Sogar die Ad-lib-Soli des von Coleman Hawkins inspirierten Tenorsaxophonisten Michel Pastre und des Trompeters Jacques Sallent behalten ein gewisses Maß an überzeugender Authentizität bei, ohne nachahmend zu wirken. Mit Wilbers immer gewaltiger Klarinette am Ruder swingt sich die Band durch 16 Henderson-Charts, darunter Out of Nowhere, Thou Swell, Sunday, Sweet Lorraine, S’posin’, Sugar und Milenberg Joys, und alle mit dem ansteckenden Geist des Tages bemerkenswert erhalten.
John Bowers (All About Jazz) schrieb, die Tuxedo-Band bleib durchweg dem Charakter der Titel verbunden und klinge für die ganze Welt wie ein Ensemble aus der Zeit vor dem Zweiten Weltkrieg. Sogar die Soli sind von Swing abgeleitet. Wilber, der sagt, Goodman sei seine „erste Inspiration für das Klarinettenspiel“, ist ein meisterhafter Ersatz für den King of Swing, der seine beeindruckenden Hiebe auf die meisten Noten überträgt und auf Bojangles (das auch inspiriertes Trommeln von Jean-Luc Guiraud enthält) aufbaut. „Diejenigen, die sich an Amerikas goldenes Zeitalter der Big-Band-Musik erinnern und/oder es zu schätzen wissen, werden in diesen bisher ungehörten Arrangements ein verschwenderisches Arsanal an Reichtümern finden.“
Scott Yanow vergab in AllMusic an das Album 4½ (von fünf) Sterne und schrieb. „Mit Wilbers Klarinetten-Soli im Goodman-Stil und der Big Band, die Goodman sehr nahe steht, wurde diesen längst verlorenen Werken voll und ganz Rechnung getragen.“ Zu den Höhepunkten des Albums zählen nach Ansicht des Autors Rose of the Rio Grande, Song of the Wanderer, Sunday, Sugar und Milenberg Joys. Yanow habt auch den letzten Titel hervor, Bojangles of Harlem, den einzigen Titel, bei dem Wilber nur mit der Rhythmusgruppe spielt. Das Album sei perfekt umgesetztes Projekt mit „neuem“ Swing.